# Philippe d'Angoumois
Philippe d'Angoumois est un capucin et auteur de littérature de dévotion, il est l'un des fondateurs de la Compagnie du Saint-Sacrement en 1627.
Né en Angoumois d'une famille protestante, il se convertit au catholicisme et entre vers 1583 au service de François de La Rochefoucauld (1558 - 1645), évêque de Clermont, en tant que page. En 1599, il entre en religion chez les Capucins qui bénéficient du patronage de l'évêque de La Rochefoucauld en Auvergne. Il participe donc à la fondation de plusieurs couvents capucins et devient même supérieur des couvents de Dôle, Billom et Thiers. Maître des novices, il prend goût à la formation spirituelle et débute donc la rédaction de ses nombreuses œuvres de dévotion vers 1612.
En 1613, Philippe suit son maître, La Rochefoucauld, à Paris, est introduit à la Cour et développe de solides relations avec les puissants, notamment comme confesseur de Marie de Médicis. Il figure donc parmi les fondateurs de la Compagnie du Très Saint Sacrement de l'Autel, aux côtés d'Henri de Lévis, duc de Ventadour, de l'abbé de Grignan et de Monsieur de Pichery.